# 高橋清孝
高橋 清孝（たかはし きよたか、1920年10月8日 - 2013年5月24日）は、日本の政治家。参議院議員（1期、自由民主党）。

## 来歴
岩手県花巻市出身。花巻農学校（現岩手県立花巻農業高等学校）卒。近衛兵となった後、笹間農業協同組合専務理事、同組合長理事となり、1959年から岩手県議会議員を7期務め、自民党岩手県連幹事長、同副会長。1974年に議長に就任し3期務め、1984年に全国都道府県議会議長会会長に就任した。1986年の参院選に岩手県選挙区から立候補して現職の増田盛らを破って当選する。第1次海部内閣で科学技術政務次官を務めた。参議院議員は1期務め、1992年に引退した。同年、秋の叙勲で勲二等瑞宝章受章。2013年5月24日、肺炎のため死去、92歳。死没日をもって従四位に叙される。